# Stazione di Eungbong
La stazione di Eungbong (응봉역 - 鷹峰驛, Eungbong-yeok) è una stazione ferroviaria situata nel quartiere di Yongsan-gu, a Seul, in Corea del Sud, ed è servita dalla  linea Jungang del servizio ferroviario metropolitano Korail, e fermano solo i treni locali.

## Storia
La stazione è stata aperta il 9 dicembre 1978 sulla linea Jungang col nome di stazione di Seongsu (성수역 - 聖水驛, Seongsu-yeok). Con l'apertura della stazione omonima della metropolitana di Seul, per non generare confusione, nel 1980 è stata rinominata con la denominazione attuale.

## Linee
Korail
■ Linea Jungang (Codice: K115)

## Struttura
La stazione, in superficie,  è dotata di due marciapiedi laterali con due binari passanti. Il collegamento con il mezzanino a ponte è assicurato da scale e ascensori.
| 1 | ■ Linea Jungang | per Oksu, Ichon e Yongsan                                           |
| 2 | ■ Linea Jungang | per Wangsimni, Cheongnyangni, Deokso, Paldang, Yangpyeong e Yongmun |

## Stazioni adiacenti
| «             | Servizio      | »             |
| Linea Jungang | Linea Jungang | Linea Jungang |
| ------------- | ------------- | ------------- |
| Oksu          | Locale        | Wangsimni     |
| Transito      | Espresso      | Transito      |